# Septicflesh
Septicflesh, раніше Septic Flesh (укр. «Гниюча плоть») — музичний колектив з Греції, виконавці симфонічного дез-металу.

## Назва
Septic Flesh з англійського перекладається, як «Гниюча плоть». Назву запропонував друг Спіроса Антоніу. Але Сотіріс Ваєнас був категорично не згідним з ім'ям гурту, вважав його занадто death-металічним і запропонував свою назву — «Cemetery». У підсумку колектив вибрав найменування «Septic Flesh».

## Історія

### Перші роки
Грецький гурт Septic Flesh сформувався у березні 1990 року наступним складом — Сотіріс Ваєнас (провідна гітара), Спірос Антоніу (бас-гітара і вокал), та Хрістос Антоніу (гітари), вже у грудні 1991 року був виданий перший ЕР Temple of the Lost Race. Пізніше виданим на вінілі тиражем 1000 копій грецьким лейблом Black Power Records. Незабаром цей реліз був повністю розпроданий і став справжньою колекційною рідкістю. Як говорив Сотіріс з приводу альбому:
У братів було кілька своїх пісень, у мене парочка, і ми записали наше перше демо «Forgotten Path». Його складно назвати колективною роботою, тому що на першому етапі я не ліз в їх матеріал, а вони — в мій. Я сам в житті б не дав пісні назву «Melting Brains». Це демо осягнув справжній успіх, враховуючи, що велика частина була продана за межами Греції.

### Альбом «Mystic Places of a Dawn»
Перший повноформатний студійний альбом Mystic Places of Dawn був записаний у квітні 1994 року. Його запис проходила у січні-лютому 1994 року в Storm Studio під керівництвом продюсера і звукоінженера Magus Wampyr Daoloth (у різний час брав участь в таких легендарних проектах, як Rotting Christ, Necromantia, Naos, Diabolos Rising, Raism, Thou Art Lord). Альбом вийшов на Holy Records в квітні того ж року і вразив слухачів своєю оригінальністю. Трек «Return To Carthage», був відібраний працівниками Nuclear Blast для випуску в складі третьої частини легендарного збірника «Death Is Just The Beginning».

### «Εσοπτρον», «Ophidian Wheel» та «Fallen Temple»
З 1991 по 1997 роки з групи ніхто не йшов, і тільки на альбомах The Ophidian Wheel (1997) та A Fallen Temple (1998) до гурту приєдналася Natalie Rassoulis — виконавиця жіночих вокальних партій.
«Εσοπτρον» був записаний знову Storm Studio, знову з Magus Wampyr Daoloth в ролі звукоінженера, але група прогресувала, стиль музики помінявся — темп виконання сповільнився, з'явилася велика кількість елементів дум-метал.
У травні 1997 року на Holy Records альбом «Ophidian Wheel». Його запис проходив у жовтні-листопаді 1996 року в Praxis Studio, а співпродюсером виступив Lambros Sfyris. Вокальні партії були виконані співачкою на ім'я Natalie Rassoulis, вперше за історію групи. Альбом набув більш неокласичних елементів, за які поніс відповідальність Крістос Антоніу, який закінчив музичний університет в Англії.
У 1998 році команда записала альбом «A Fallen Temple», заснований на переробці «Temple of the Lost Race» і запису кількох нових пісень. Вони знову зустрілися в Praxis Studio і перезаписали старі пісні. З нового матеріалу на диск потрапило всього п'ять композицій, причому дві з них («Marble Smiling Face» та «The Eldest Cosmonaut») незабаром стали дуже популярними. На ту ж «The Eldest Cosmonaut» був знятий перший відеокліп гурту.

### «Revolution DNA»
Запис альбому «Revolution DNA» почався 12 червня 1999 року в шведській Studio Fredman (Arch Enemy, In Flames, Dark Tranquillity) з продюсером Fredrik Nordström.
У результаті вийшов новий для Septic Flesh альбом в плані жанру з елементами дарк-метал. Відмінні ознаки — атмосферне звучання і хітові пісні, як «Little Music Box» або «DNA». Але альбом прийнятий неоднозначно, розкритикований, продажі впали, лейбл незадоволений, незадоволені і самі музиканти.

### Проект Chaostar та перехід до нового лейблу
Після виходу пластинки Хрістос Антоніу організував сайд-проект Chaostar, до якого залучив своїх колег по Septic Flesh, в тому числі і Natalie Rassoulis.
Коли Кріс повернувся до своєї основної команди, виявилося, що рамки Holy Records стали тісні для групи, і музиканти зайнялися пошуками нового лейбла. Процес пошуку затягнувся на кілька місяців і увінчався успіхом лише наприкінці 2001 року — Septic Flesh нарешті перейшли під крило відомого європейського дез-метал лейбла Hammerheart Records.

### Альбом «Sumerian Daemons» та розпад гурту
Альбом був записаний в 2003 році. По словам Сотіріса Ваєнаса: альбом присвячено найстарішій людській цивілізації — шумерам.
Обурені голоси вляглися, фанати задоволені, критики прихильні, все добре, якби тільки не… повне припинення діяльності Septic Flesh.
Гурт розпався у жовтні 2003 року — учасники продовжували займатися своїми проектами і тільки в лютому 2007 року було оголошено про возз'єднання. Після возз'єднання в 2007 році гурт змінив назву на Septicflesh.

### «Communion» та «The Great Mass»
Спочатку колектив просто анонсував свій виступ на грецькому Metal Healing Festival, який пройшов 20-22 липня 2007 року за участю Orphaned Land, Rage та Aborted, проте цим справа не обмежилася, і до березня 2008-го на лейблі Season of Mist був підготовлений новий альбом — Communion, записаний за участю 80 музикантів Празького філармонічного оркестру і хору з 32 осіб.
Запис нового альбому The Great Mass почався в серпні 2010 року у студії Devasoundz в Афінах і закінчився 18 квітня 2011 року.
Вихід альбому передував цифровий сингл «The Vampire from Nazareth», який вийшов 17 грудня 2010 року завдяки лейблу Season of Mist.
У червні-липні 2011 р. Children of Bodom, Девін Таунсенд, Septicflesh і Obscura проводять серію спільних концертів у США і Канаді. На підтримку свого останнього релізу група вирушила у великий європейський тур під назвою «The Great Mass Tour», який відбувся в жовтні-листопаді 2011 року. Після цього група вирушає в окремий «The Great Mass Greek Tour», в рамках якого пройшло п'ять шоу в різних містах Греції. Гастролі продовжилися і в 2012 році: влітку пройшли виступи на численних європейських фестивалях.

### «Titan»
Дев'ятий студійний альбом Septicflesh Titan вийшов у червні 2014 на лейблах Season of Mist і Prosthetic Records.
У тому ж році Хрістос Антоніу і Фотіс Бенардо взяли участь у роботі над альбомом Skin Age єгипетського гурту Odious. Бенардо склав і виконав всі гітарні партії, а Антоніу займався оркестровками та міді-аранжуваннями.
У грудні 2014 року з гурту пішов ударник Фотіс Бенардо. Його замінив австрійський барабанщик Керім Лехнер, який співпрацював з Decapitated і Behemoth.
1 квітня 2015 року гурт випустив свій другий відеокліп на композицію «Prometheus» з останнього альбому Titan.
24 липня 2015 Septicflesh виступили на Carpathian Alliance Metal Festival, що проходив на туристичній базі Львівська Швейцарія у Львові.

### Codex Omega
1 вересня 2017 року Septicflesh випустили десятий студійний альбом — Codex Omega. Для його запису, як і у випадку з трьома попередніми дисками, був запрошений Празький філармонічний оркестр. Продюсував диск шведський продюсер Єнс Богрен. Альбом є першою спільною студійною роботою гурту з драмером Керімом Лехнером.

## Вплив
Гурт справив великий вплив на грецьку метал-сцену і є третім по значущості метал-гуртом країни (після Rotting Christ і Necromantia). Проте, по словах музикантів, Septicflesh їх не годує: практично всім музикантам приходиться працювати «на стороні» щоб якось заробити собі на гідне життя. Саме по цій причині Сотіріс Ваєнас не їздить з гуртом в тур: він працює в банку. На концертах його заміняє Psychon (справжнє ім'я — Дінос Прассас) (з 2011 року).

## Дискографія
- 1991 — Forgotten Path (демо)
- 1991 — Temple of the Lost Race(міні-альбом)
- 1993 — Morpheus Awakes (демо)
- 1994 — Mystic Places of Dawn
- 1995 — Εσοπτρον
- 1997 — Ophidian Wheel
- 1998 — The Eldest Cosmonaut (міні-альбом)
- 1998 — A Fallen Temple
- 1999 — Revolution DNA
- 1999 — Forgotten Paths (The Early Days) (збірник)
- 2003 — Sumerian Daemons
- 2008 — Communion
- 2010 — The Vampire from Nazareth (сингл)
- 2011 — The Great Mass
- 2014 — Order of Dracul (сингл)
- 2014 — Titan
- 2015 — Temple of the Lost Race / Forgotten Path (збірник)
- 2015 — 1991–2003 (бокс-сет)
- 2017 — Codex Omega
- 2017 — Εntering Astral Realms (збірник)